# Фридрих II (Нойербург)
Фридрих II фон дер Нойербург (на немски: Friedrich II von der Neuerburg-Kobern; * ок. 1220 в Нойербург, Рейнланд-Пфалц, Прусия; † 1281) от род Нойербург, странична линия на графовете на Вианден, е господар на Нойербург и Коберн.
Той е син на Фридрих I фон дер Нойербург († 1258) и съпругата му Цецилия († сл. 1267), наследничка на Коберн, дъщеря на Герлах II фон Изенбург-Коберн († 1235) и Юта († 1253). Внук е на граф Фридрих III фон Вианден († сл. 1200/1258) и Матилда (Мехтилд) фон Нойербург († сл. 1200). Майка му Цецилия наследява замък Коберн.
Брат му Хайнрих е каноник в Кьолн.

## Фамилия
Фридрих II фон дер Нойербург се жени ок. 1250 г. за Ирмгард (Ерменгарда) фон Еш (* ок. 1220; † сл. 1292), дъщеря на 	Роберт фон Еш († 1262/1266) и Ерменгарде д' Аспремонт († сл. 1271). Те имат децата:
- Робин фон Коберн († 1302), рицар, женен на 26 май 1272 г. в Коберн за Елизабет фон Епщайн († сл. 1320), дъщеря на Готфрид III (IV) фон Епщайн († сл. 1294) и Мехтилд фон Изенбург-Браунсберг († 1279/1280); имат три дъщери
- Дитрих фон дер Нойербург/фон Бранденбург († между 19 август 1317 – 27 март 1318), господар на Бранденбург, Лизер, Монцел, Кестен, Писпорт и Нойербург, женен вер. за фон Бранденбург; имат осем деца
- Юта фон дер Нойербург († сл. 1341), омъжена за рицар Арнолд фон дер Фелс († сл. 1341), син на Арнолд фон дер Фелс († сл. 1282) и Аделхайд († сл. 1268)
- Фридрих III фон дер Нойербург (* ок. 1258 в Нойербург; † ок. 11 май 1330), граф на Нойербург, женен ок. 1280 г. за Елизабет († сл. 1326/1319); имат дъщеря Луция († сл. 1327), наследничка на Нойербург и Еш